# Otavipithecus
Otavipithecus is een geslacht van redelijk primitieve vertegenwoordigers van de Hominoidea. De typesoort is Otavipithecus namibiensis. Deze primaat is bekend van één gefossiliseerde onderkaak, die gevonden is in Namibië en ongeveer 13 miljoen jaar oud (van het tijdvak Mioceen) is. De vondst gebeurde op 4 juni 1991 tijdens opgravingen aan Berg Aukas (een vroegere mijnsite) in de omgeving van Otavi in noordelijk Namibië.
Otavipithecus voedde zich waarschijnlijk voornamelijk met vruchten. Enkele anatomische kenmerken zijn een tussenvorm tussen die van de apen van de Oude Wereld en mensapen. 
In dezelfde regio als waar de fossiele vondst van Otavipithecus is gedaan, zijn fossielen uit het Mioceen van een breedneusaap, de steppeklipdas Heterohyrax auricampensis, springspitsmuizen, de spitsmuis Crocidura sp., civetkatten, kamneusvleermuizen, eekhoorns, rietratten, boommuizen en renmuizen gevonden. 